# Musée virtuel de la Nouvelle-France
Le Musée virtuel de la Nouvelle-France est une ressource en ligne créée par le Musée canadien de l'histoire dans le but de disséminer les connaissances et de sensibiliser les gens à l’histoire, à la culture et à l’héritage des premiers peuplements français en Amérique du Nord.

## Contenu
Le Musée virtuel comprend des cartes interactives, des photographies, des illustrations et des renseignements qui s’appuient sur les recherches les plus récentes portant sur la Nouvelle-France. Les informations en ligne touchent à l’ensemble des établissements et territoires français qui s’étendaient alors tout le long de la vallée du Saint-Laurent, de l’Acadie à l’est jusqu’à la région des Grands Lacs, en passant par la vallée de l'Ohio et, vers le sud, jusqu’à la Louisiane. La période couverte inclut les XVIe, XVIIe et XVIIIe siècles.
Le contenu est rédigé par des chercheurs en histoire ou en archéologie, et révisé par d’autres spécialistes. Le Musée virtuel se divise en plusieurs sections, respectivement consacrées aux colonies et aux empires, aux explorateurs, aux activités économiques, à la population, à la vie quotidienne et au patrimoine de la Nouvelle-France. 
Les articles traitent de sujets variés, présentant la Nouvelle-France sous divers aspects. On y trouve entre autres les différents personnages historiques, l’expansion territoriale de la France et des puissances coloniales concurrentes, l’immigration, les groupes sociaux, l’esclavage, la religion, l’alimentation, le divertissement, les sciences, la médecine et la gouvernance.
Le site a été lancé en 1997 et renouvelé en 2011.